# Camilla Trinchieri
Camilla Trinchieri (Praga, ...) è una scrittrice italiana naturalizzata statunitense, figlia di padre italiano e madre americana.
Camilla Trinchieri è nata a Praga e, grazie al mestiere del padre diplomatico, lei ha avuto la possibilità di girare il mondo. Dopo la laurea conseguita al Barnard College di New York si trasferisce a Roma, dove lei ha trascorso diciassette anni lavorando nel cinema come assistente al doppiaggio di registi del calibro di Federico Fellini, Luchino Visconti, Lina Wertmüller e molti altri. Nel 1980, si trasferisce di nuovo a Manhattan, dove inizia a scrivere e pubblica nove romanzi, l'ultimo dei quali, The Price of Silence, è stato tradotto e pubblicato in Italia nel 2008 con il titolo Il prezzo del silenzio. Dal 1997 Camilla Trinchieri è cittadina statunitense.

## Opere
- The Trouble with a Small Raise, Zebra
- The Trouble with Moonlighting, Zebra
- The Trouble with Too Much Sun, Zebra
- The Trouble with Thin Ice, HarperCollins
- The Trouble with Going Home, HarperCollins
- The Trouble with a Bad Fit, HarperCollins
- The Trouble with a Hot Summer, HarperCollins
- The Price of Silence, 2007, Soho Press, NY
  - Il prezzo del silenzio, 2008, Marcos y Marcos, Milano. Traduzione di Erika Bianchi.
- Cercando Alice, 2009, Marcos y Marcos, Milano. Traduzione di Erika Bianchi[2].
- The Breakfast Club, 2014, Five Star
  - Verso domani, Marcos y Marcos, Milano. Traduzione di Erika Bianchi